# Ifjorden
Ifjorden (nordsamisk: Idjavuotna) er en fjordarm af Laksefjorden i Lebesby kommune i Troms og Finnmark fylke i Norge. Fjorden går tolv kilometer mod sydøst til bygden Ifjord i enden af fjorden.
Fjorden har indløb mellem Bonøya i sydvest og Skjånes i nordøst. Rypøya ligger midt i indløbet. Ifjord er den største bebyggelse ved fjorden, men der er flere gårde   på syd- og nordøstsiden, som Oldervik, Skogvika, Nordmannset, Holmen og Heimdal. På sydsiden af fjorden går Friarfjorden mod syd. 
Fjorden er 231 meter på det dybeste, helt yderst i fjorden. 
Fylkesvej 98 går langs sydsiden af fjorden, mens fylkesvej 888 går langs nordøstsiden.